# ستيوارت كونينغهام
ستيوارت كونينغهام (بالإنجليزية: Stuart Cunningham)‏ هو أكاديمي أسترالي، ولد في 1953.